# Oti (region)
Oti er en af de seks nye regioner i Ghana der blev oprettet i december 2018. Regionen blev udskilt af Volta-regionen som opfyldelse af et valgløfte givet af New Patriotic Party. Forud for det ghanesiske parlamentsvalg i 2016 erklærede den daværende kandidat Nana Akufo-Addo, at når han blev valgt, ville han undersøge muligheden for at skabe nye regioner ud af nogle af de eksisterende regioner i Ghana for at bringe regeringen tættere på borgerne. Regionen blev indviet den 14. maj 2019. Det har Dambai som sin regionale hovedstad. Befolkningen i Oti-regionen havde i mere end 60 år ønsket at have deres egen region, før den blev oprettet i 2018 af præsident Nana Addo Dankwa Akufo-Addo ledede regering i december 2018.

## Historie
Oprettelsen af regionerne blev lagt i hænderne på det nyoprettede Ministerium for Regional Reorganisering og Udvikling , som er under ledelse af Dan Botwe. Ghanas regering har ansvaret for at føre tilsyn med oprettelsen af nye regioner i landet. I marts 2017 sendte ministeriet planerne for oprettelsen  til statsrådet. Rådet mødtes over 36 gange fra forelæggelsestidspunktet til august 2017. Oprettelsen af regionen blev endelig besluttet gennem en folkeafstemning i den nye regions område, der den 27. december 2018 godkendte oprettelsen af Oti-regionen. På valgdagen afgav 323.708 ud af 366.481 (88,33 % valgdeltagelse) registrerede vælgere deres stemmer. I alt 319.296 (98,64 pct.) stemte ja og 2.878 stemte nej (0,89 pct.), mens antallet af afviste stemmesedler var 951 (0,24 pct.).

## Talte sprog
I Oti-regionen i Ghana tales de store sprog,  Guan, Twi (en dialekt af Akan) og Ewe, men andre sprog som Dagbani, Dagaare, Konkomba, Kotokoli, Nawdm, Hausa, Kabre og Akposso er ogsårepræsenteret.

## Administrativ inddeling
Regionen er regionen opdelt i ni (9) kommunale og distriktsråd (M/DA'er) (bestående af 4 kommuner og 5 distriktsråd). Hver kommunal og distriktsforsamling administreres af en administrationschef, der repræsenterer centralregeringen, men som har myndighed fra en forsamling,  ledet af et formandskab valgt blandt medlemmerne. Den nuværende liste er som følger:
| # | Navn            | Hovedby        | Type     | Leder                            |
| - | --------------- | -------------- | -------- | -------------------------------- |
| 1 | Biakoye         | Nkonya Ahenkro | Distrikt | Hon. Millicent Kabuki Carboo     |
| 2 | Jasikan         | Jasikan        | Kommunal | Hon. Elizabeth Kessewah Adjornor |
| 3 | Kadjebi         | Kadjebi        | Distrikt | Hon. Wilson Kwami Agbanyo        |
| 4 | Krachi East     | Dambai         | Kommunal | Hon. Bernard Aboakoja Mensah     |
| 5 | Krachi Nchumuru | Chinderi       | Distrikt | Hon. Nkrumah Kwesi Ogyile        |
| 6 | Krachi West     | Kete Krachi    | Kommunal | Hon. Emmanuel Kajal Jalula       |
| 7 | Nkwanta North   | Kpassa         | Distrikt | Hon. William Nawugma Kidignang   |
| 8 | Nkwanta South   | Nkwanta        | Kommunal | Hon. Bright Lenwah               |
| 9 | Guan            | Likpe-Mate     | Distrikt | Hon. Janet Emefa Obro-Adibo      |

## Geografi og klima
Regionen Oti grænser mod nord op til den nordlige region, mod syd til Volta-regionen og mod vest til Voltasøen. 
Oti-regionen er meget tørrere end resten af de sydlige områder af Ghana på grund af sin nordlige beliggenhed. Vegetationen består hovedsageligt af græsarealer, især savanne med klynger af tørkeresistente træer som baobab- eller akacietræer. Mellem december og april er der tørtid. Regntiden er mellem maj og november med en gennemsnitlig årlig nedbør på mellem  750  og  1050 mm. De højeste temperaturer nås i slutningen af tørtiden,  de laveste i december og januar. Den varme Harmattan- vind fra Sahara blæser dog ofte mellem december og begyndelsen af februar. Temperaturerne kan variere mellem 14 °C  om natten og 40 °C i løbet af dagen.

### Potentiale for naturressourcer
Myndigheden for Ghanas geologiske undersøgelser har fundet store forekomster jernmalm i Akokrowa, et landbrugssamfund i regionen. Jernmalmen er ifølge den geologiske undersøgelse 55,22 vægtprocent (Fe) og af en højere kvalitet. Det forventes, at efterforskningen og forretningen i jerngruben vil skabe arbejdspladser og velstand for befolkningen i Oti og landet generelt.

## Turisme og parker
- Kyabobo nationalpark:[27] Reservatet er beliggende i Nkwanta, i Nkwanta South District i området, mellem Savannah og den tropiske regnskov. Reservatet blev etableret i 1993 med det formål at beskytte dyrelivet og andre truede dyrearter, samtidig med at det giver dem et behageligt sted at leve væk fra fare og menneskelig aktivitet. Parkens grænser er dog blevet ændret adskillige gange siden da.[27]
- Voltasøen
- Chaiso Skovreservat